# 아레나 록
아레나 록(Arena rock)은 1970년대부터 콘서트장을 중심으로 화려하게 연출된 라이브 공연, 광고 방송이 강한 록 음악에 사용된 용어이다. 역사가 게리 A. 도널드슨은 아레나 록을 "긴 머리카락, 큰 목소리, 정말 큰 기타"로 요약한다.

## 같이 보기
- 글램 록
- 파워 팝
- 프로그레시브 록